# Johan van Manen

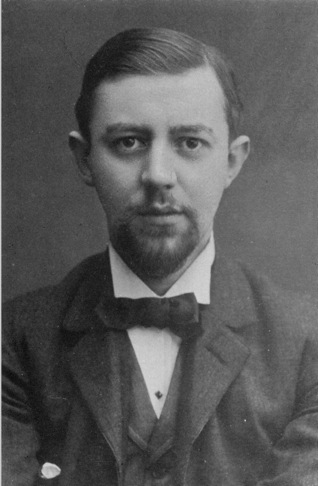
Johan van Manen in 1898

Mari Albert Johan van Manen (Nijmegen, 16 april 1877 – Calcutta, 17 maart 1943) was een Nederlands oriëntalist. Hij was lid van de Theosofische Vereniging van 1896 tot 1916. Hij was feitelijk de eerste Nederlandse tibetoloog. Een groot deel van zijn verzameling manuscripten, kunst- en etnografische voorwerpen maakt nu als de Van Manen Collectie deel uit van het naar Hendrik Kern (1833-1917) genoemde Instituut Kern van de Universiteit Leiden.

## Levensloop
Johan van Manen werd in een welgesteld gezin geboren. Zijn vader Reinier Otto van Manen was ingenieur bij Rijkswaterstaat. Zijn moeder was Maria Albertina Johanna van Tricht. Het echtpaar had in totaal zes zoons en twee dochters. Als gevolg van het werk van zijn vader verhuisde het gezin eerst naar Zutphen en daarna naar Haarlem. Daar werd zijn vader na enige jaren benoemd tot Hoofdinspecteur Generaal Rijkswaterstaat.
Johan van Manen bezocht na de lagere school de Hogereburgerschool in Haarlem. Hij had echter geen enkele interesse in de school en in de vakken die daar onderricht werden. Na twee jaar werd hij van de school verwijderd. Johan was geïnteresseerd in andere zaken zoals Chinese filosofie en de Koran. Eind 1894 ging hij werken bij het dagblad De Telegraaf, eerst in een administratieve functie en daarna als leerling-journalist. Hij verliet De Telegraaf om Grieks en Latijn te studeren. Als volontair werkte hij vervolgens bij de firma Joh. Enschedé in Haarlem en hielp de privébibliotheek van een van de partners van de firma te catalogiseren.
De bronnen beschrijven Johan van Manen als een zeer idealistische jongeman, begaan met het pogen van verbeteren van de wereld en de mensheid. In 1896 maakte Johan van Manen kennis met enkele mensen van de Theosofische Vereniging. Hij werd gegrepen door de ideeën van de theosofie en besloot zijn leven daar aan te wijden.

### Activiteiten voor de Theosofische Vereniging

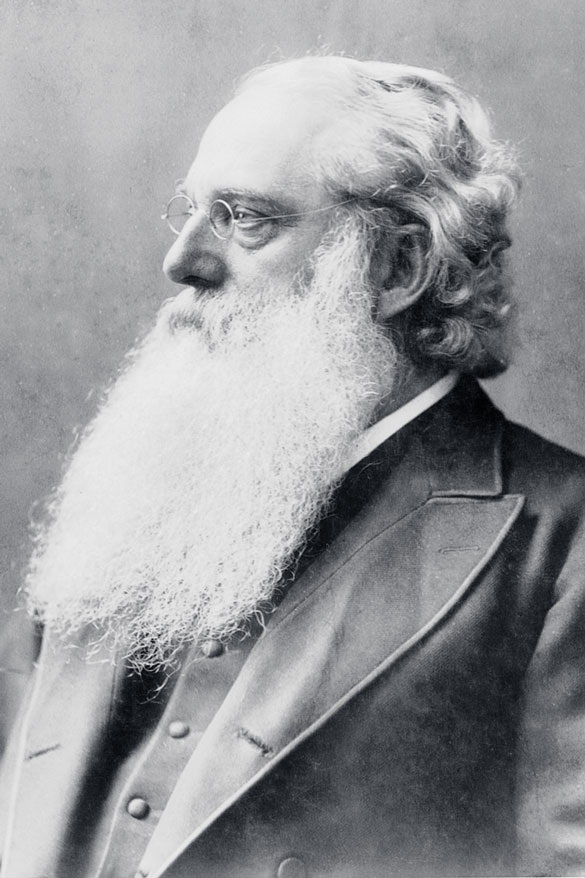
Henry Steel Olcott

Johan van Manen organiseerde een eerste bijeenkomst in Haarlem, die in 1897 leidde tot de oprichting van een loge aldaar. In de jaren daarna hield Johan van Manen tientallen lezingen in het land. In 1898 bracht Annie Besant (1847-1933) haar tweede bezoek aan Nederland. Dat was de eerste keer dat de twee samenwerkten. Johan van Manen verhuisde naar Amsterdam en werd redacteur van uitgaven van de Theosofische Uitgevers-maatschappij.
Johan van Manen had altijd al grote belangstelling gehad voor culturen in de Himalaya. Hij vertaalde het boek Reincarnation van Besant. In het tijdschrift Theosofia publiceerde hij onder meer vertalingen van het werk van Évariste Huc, Thomas. W. Rhys-Davids en schreef een artikel over de Tao Te Ching van Laozi. Uit een begeleidend commentaar van hem bij zijn vertaling van Lama's and Druses van Helena Blavatsky (1831-1891), de oprichtster van de Theosophical Society, bleek zijn onafhankelijke opstelling en wetenschappelijke geest. Van Manen toont in het commentaar aan dat de door Blavatsky gehanteerde betekenis van het woord lama onmogelijk juist kan zijn.
In 1902 werd een Federatie van Europese Theosofische Verenigingen opgericht. Het eerste congres vond plaats in Londen onder het voorzitterschap van Henry Steel Olcott (1832-1907), naast Annie Besant de tweede leidende figuur van de beweging. Op zijn voorstel werd Johan van Manen de redacteur van de uitgaven van de Federatie. Hij zou dat tot 1906 doen, onderbroken door een verblijf van zes maanden in Nederlands-Indië. In 1906 werd hij langdurig ziek. Daarna werd hij privé-secretaris van Charles Webster Leadbeater (1847-1934), de ideoloog van de beweging. Leadbeater was op dat moment het lidmaatschap van de Theosophical Society ontnomen op grond van beschuldigingen van immoreel gedrag met jongens die aan zijn leiding waren toevertrouwd. Na de dood van Henry Steel Olcott in 1907 zocht Annie Besant weer toenadering tot Leadbeater en werd hij in 1908 weer geaccepteerd als lid.

### Jaren in Adyar

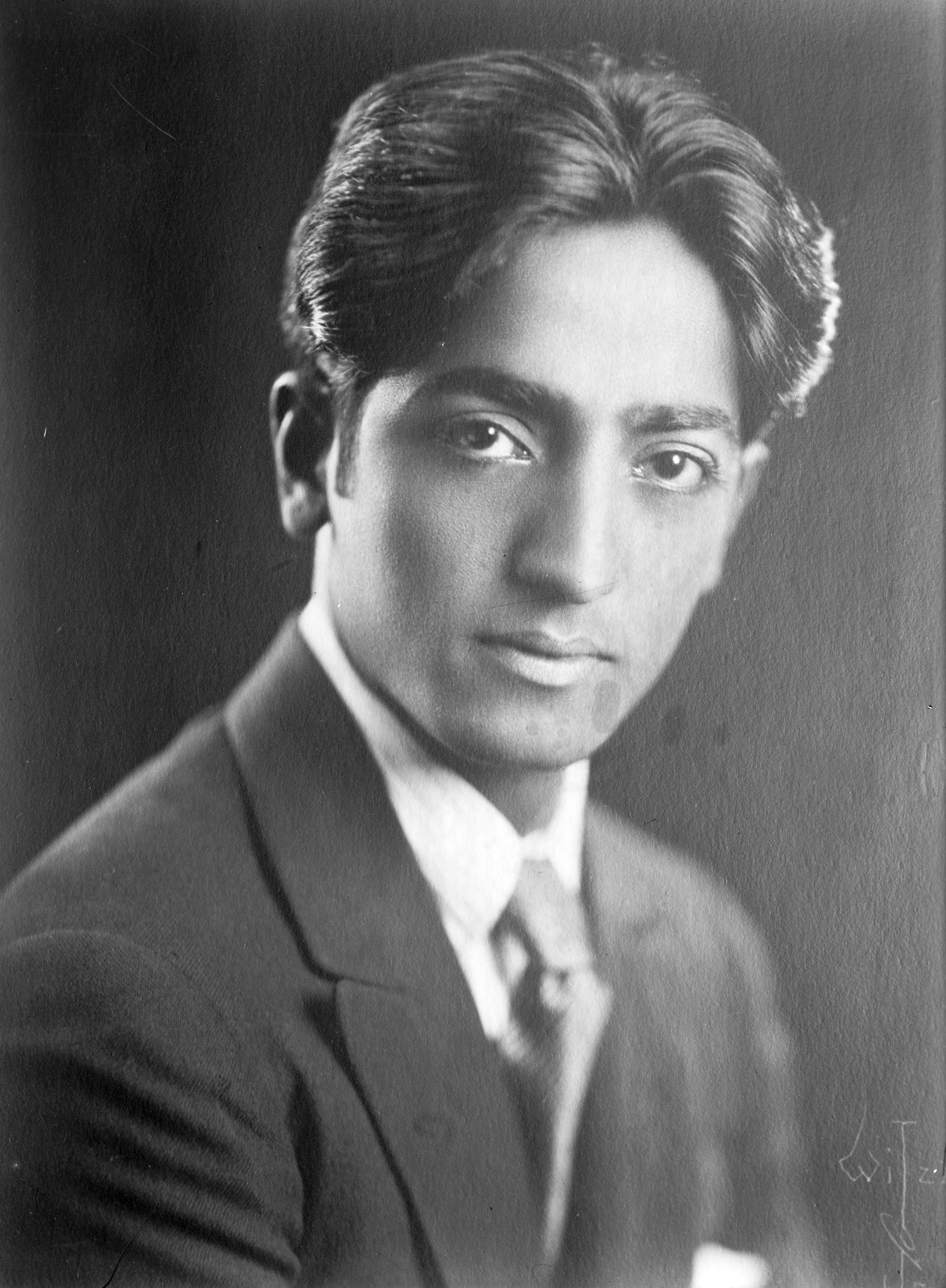
Jiddu Krishnamurti

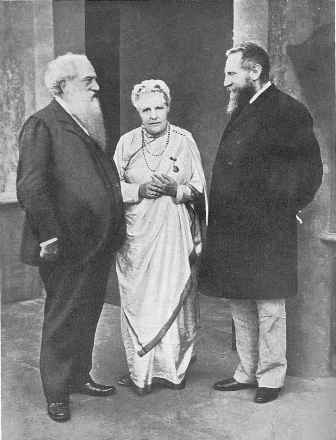
Annie Besant, Henry Steel Olcott (links) en Charles Leadbeater (rechts) in Adyar, Chennai

In februari 1909 vestigden Leadbeater en Van Manen zich in Adyar nabij Chennai in India, waar het hoofdkwartier van de Theosophical Society was gevestigd. Enkele maanden later ontmoette Leadbeater de dan dertienjarige Jiddu Krishnamurti (1895-1986). Leadbeater had snel de overtuiging dat Krishnamurti – door Leadbeater ook wel Alcyone genoemd- het Voertuig, de Boodschapper was van de Maitreya, de Boeddha van de Toekomst. Van Manen moet getuige geweest zijn van de trainingen in occultisme die Leadbeater aan Krishnamurti gaf. Zelf gaf Van Manen Engelse les aan hem. Van Manen hielp verder Ekai Kawaguchi, een Japanse tibetoloog, met het redigeren van zijn artikelen over zijn verblijf in Tibet tot de uitgave in boekvorm van Three years in Tibet.
In 1910 ging Van Manen werken in de Adyar Library. In het Adyar Bulletin, een uitgave gericht op landen waar nog geen theosofische vereniging bestond, schreef Van Manen vele rapporten, boekbesprekingen en een aantal artikelen. Vanaf 1914 gebeurde dat ook in het weekblad The Commonweal. In dat jaar speelde zich echter ook het eerste voorval af, dat enkele jaren later zou leiden tot een verwijdering met de Theosophical Society.
In 1914 voltooiden Annie Besant en Leadbeater een manuscript met de titel The lives of Alcyone. Hierin werd een reïncarnatielijn geconstrueerd, waarin Krishnamurti de 49e reïncarnatie was van Alcyone. Ook voor mensen uit de omgeving van Krishnamurti werd een dergelijke lijn geconstrueerd. Van Manen is in zijn lijn de 22e reïncarnatie van een persoon met de naam Aletheia. In zijn eerste leven zou Aletheia (Van Manen) een zus van Alcyone in zijn 25e reïncarnatie geweest zijn. In het manuscript werd daarbij de periode van 18.209 v.Chr. genoemd. Van Manen zou verder tijdens zijn reïncarnaties verbleven hebben in Centraal-Azië, Poseidinos, India, Peru, Egypte en Klein-Azië om uiteindelijk in zijn huidige reïncarnatie geboren te worden in Nijmegen. Dat ging een aantal theosofen in Adyar te ver. Met enkele anderen probeerde Van Manen de uitgave van het manuscript te verhinderen. Het werd in boekvorm uiteindelijk toch in 1924 gepubliceerd.
Het tweede voorval betrof het positie kiezen tijdens de Eerste Wereldoorlog. Annie Besant had resoluut de zijde van de geallieerden gekozen. Van Manen was echter van opvatting dat een theosoof en vooral de georganiseerde theosofie zich strikt neutraal diende op te stellen in wereldse conflicten. In 1916 leidde dit tot een debat tussen beiden in The Commonweal. De reacties op het debat waren gering in aantal, maar geen van de reacties steunde het standpunt van Johan van Manen. Hij voelde zich niet meer thuis in die omgeving en verliet Adyar en de Theosophical Society.

### In dienst van de Asiatic Society of Bengal

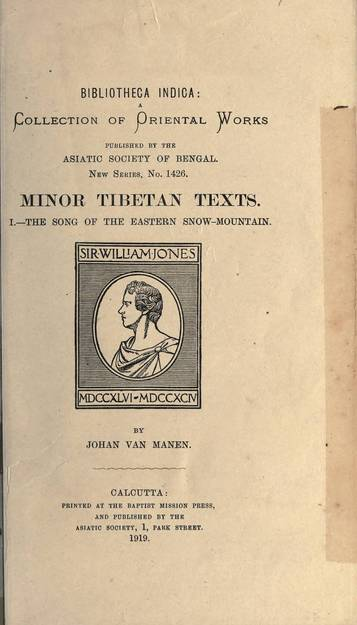
Voorblad van de eerste uitgave in 1918 van Minor Tibetan Texts: The song of the eastern snow-mountain

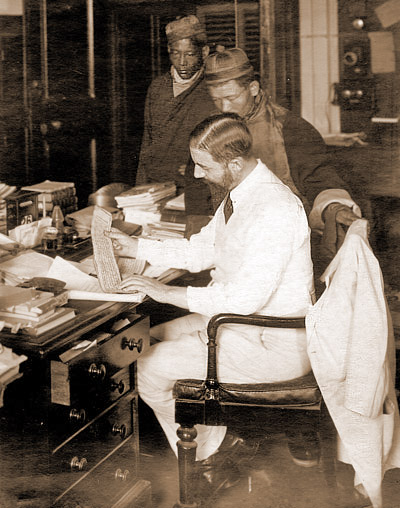
Johan van Manen in 1924 achter zijn bureau in Calcutta

Van Manen verhuisde naar een dorp in de omgeving van Darjeeling in West-Bengalen. De volgende tweeënhalf jaar volgde hij lessen in de Tibetaanse taal en cultuur van drie Tibetaanse informanten. Op zijn verzoek schreven die alle drie hun autobiografie. De gezamenlijke manuscripten hadden en hebben grote waarde vanwege de informatie over etnografische, sociologische, historische en religieuze aspecten. In een bewerkte versie werden deze autobiografieën in 1998 voor het eerst uitgegeven.
In 1918 werd Van Manen lid van de Asiatic Society of Bengal. In dat jaar verhuisde hij ook naar Calcutta om daar de functie van hoofdbibliothecaris van de Imperial Library te gaan vervullen. Het is ook in dat jaar dat zijn werk Minor Tibetan Texts: The song of the eastern snow-mountain werd gepubliceerd. In 1921 verscheen zijn volgende tibetologische studie, Three Tibetan repartee songs. In 1922 werd hij belast met het beheer van de Etnografische en Antropologische afdelingen van het Indiaas Museum in Calcutta. Dat was ook het jaar dat twee andere studies verschenen A Contribution to the bibliography of Tibet en Concerning a Bön image.
Johan van Manen werd in 1923 benoemd tot Secretaris Generaal van de Asiatic Society of Bengal. Hij had daarbij de redactionele verantwoordelijkheid voor het tijdschrift van de Society alsmede dat van de Bibliotheca Indica. Daarnaast kwamen alle beheers- en managementtaken. Hij zou de post zestien jaar bekleden en gedurende de meeste tijd zeven dagen per week op het kantoor van de Society aanwezig zijn. Met name de bibliotheek van het instituut werd geheel gereorganiseerd. Zijn inmiddels verworven faam als gerenommeerd tibetoloog maakte het mogelijk dat de Society vele manuscripten en etnografische voorwerpen kon verwerven.
In 1925 reisde Van Manen naar Nepal op persoonlijke uitnodiging van de Maharaja van Nepal. Hij werd daarmee de tweede Nederlander na Samuel van der Putte (1690-1745) die dat land bezocht. In 1927 is Johan van Manen vooral om medische reden enige tijd terug in Nederland. Hij hield een lezing voor het Instituut Kern. Een tweede ziekteverlof in Nederland zou in 1936 volgen. In 1937 werd Van Manen benoemd tot Officier in de Orde van Oranje-Nassau.
Tijdens zijn periode als Secretaris Generaal nam het aantal leden van de Society sterk toe. De vele beheerstaken die ook daaruit voortkwamen, zijn waarschijnlijk een oorzaak geweest voor het wat mindere aantal studies dat Van Manen na 1925 publiceerde. Er zijn geen gepubliceerde studies van hem na 1933. Wel zijn er een aantal noten in werk van andere auteurs van na 1933, waaruit blijkt dat die van zijn expertise gebruik hebben gemaakt. De laatste dateert van 1939, waarin A.H. Francke Van Manen dankt voor het beschikbaar stellen van tot dan toe onbekend materiaal over het Epos van koning Gesar.
Aan een aantal studies zoals A Contribution to the bibliography of Tibet, Minor Tibetan Texts: The song of the eastern snow-mountain maar vooral het in 1998 verschenen Tibetan Lives: Three Himalayan Autobiographies wordt in de hedendaagse vakliteratuur nog gerefereerd.

### Laatste jaren van Johan van Manen
In 1938 kwam de Raad van Bestuur van de inmiddels Royal Asiatic Society of Bengal tot de conclusie, dat de verantwoordelijkheden en taken van Johan van Manen te veel waren voor een persoon. Er werd een Assistent Secretaris Generaal benoemd. In 1939 verscheen een artikel in de lokale pers van Calcutta, dat ernstige kritiek had op het management van de Society, maar ook beschuldigingen uitte ten aanzien van de wijze van beloning van onder meer Johan van Manen. De Raad van Bestuur weigerde eerst te reageren, maar de Britse overheid van Bengalen verlangde een onderzoek op welke wijze verleende subsidies over een aantal jaren waren besteed. Het antwoord van Johan van Manen werd geaccepteerd en de beschuldigingen ongegrond verklaard.
Johan van Manen nam echter op 1 juli 1939 zelf ontslag. In 1940, na het uitbreken van de Tweede Wereldoorlog,werkte hij nog voor het bureau dat belast met het toezicht (censuur) op perspublicaties en was hij voorzitter van het Nederlands Comité gericht op het bewaken van de Nederlandse belangen in India. Hij verhuisde naar Kalimpong met de bedoeling verder te werken aan het Tibetaans woordenboek dat hij daar hoopte te voltooien. In maart 1943 kreeg hij een beroerte en overleed aan de gevolgen daarvan.

## Van Manen Collectie

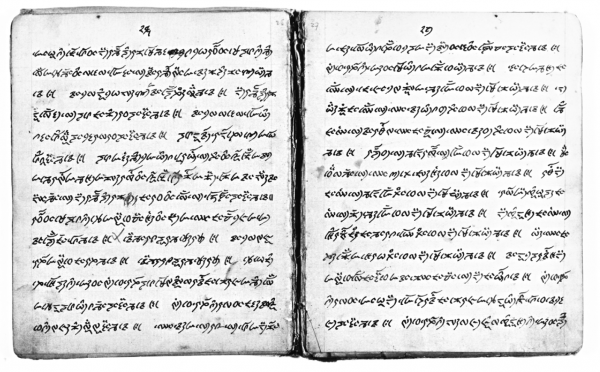
Lepcha handschrift uit de Van Manen Collectie

Johan van Manen had ook zelf een groot aantal manuscripten, kunst- en etnografische voorwerpen verzameld. Een groot deel daarvan heeft hij nagelaten aan het Instituut Kern, nu het nationale expertisecentrum voor Zuid-Azië en de Himalaya. De collectie bestaat uit 1756 items: 998 blokdrukken op het gebied van de Tibetaanse religie en cultuur, 576 manuscripten, waaronder 19 manuscripten van de Bön. De collectie bevat ook 182 Lepcha handschriften. Ze zijn geschreven in de Lepcha of Róng taal, een volkstaal van de Tibeto-Birmaanse taalfamilie. Het is daarin de grootste collectie in zijn soort in de wereld.

## Bibliografie

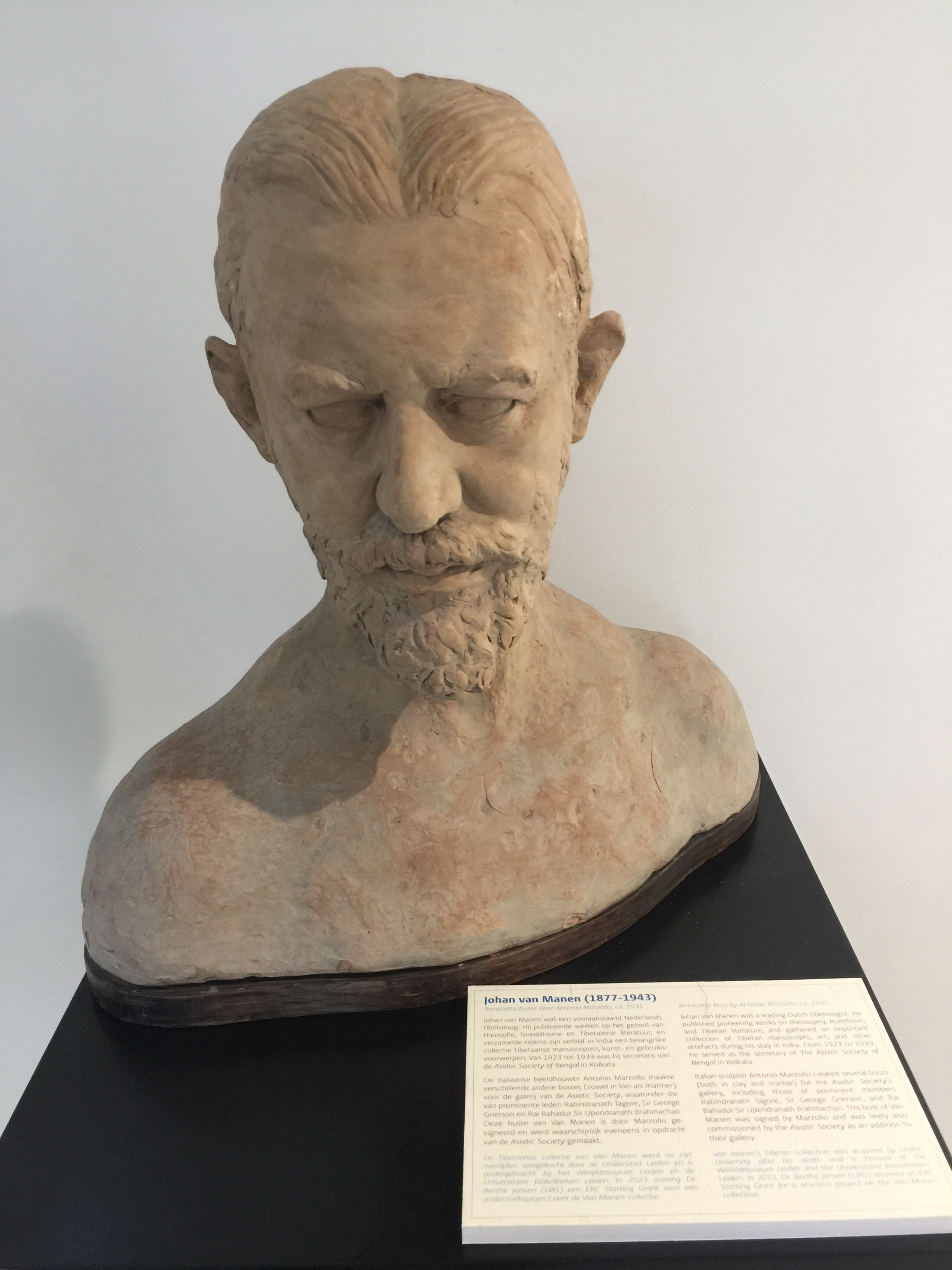
Buste van Van Manen in Leiden